# Jose Madera
Jose „Pin“ Madera (* 1911 in Guayama, Puerto Rico; † 19. August 2001) war ein US-amerikanischer Jazzmusiker (Saxophon, Arrangement).

## Leben und Wirken
Madera kam 1929 mit seiner Familie in die Vereinigten Staaten und arbeitete zunächst im Orchester von Alberto Iznaga. Erste Aufnahmen entstanden 1937, als er dem Orchester von Noble Sissle angehörte. Als Machito 1939 sein Orchester Afro Cubans zusammenstellte, wurde Madera deren erster Saxophonist und war auch erster Arrangeur. Von 1941 bis 1945 leistete er bei der US-Infanterie seinen Militärdienst ab und wurde in Frankreich und Deutschland eingesetzt; nach seiner Rückkehr in die USA arbeitete er erneut in Machitos Orchester, dem er von 1945 bis 1980 angehörte. Zu hören war er u. a. auch auf Machitos Aufnahmen mit Charlie Parker („Mambo“, 1947) und mit Dizzy Gillespie (Afro-Cuban Jazz Moods, 1975). Im Laufe dieser Zeit arbeitete Madera außerdem mit Augusto Coen, Noro Morales, Daniel Santos und Tito Rodríguez.
Der Saxophonist ist nicht mit seinem gleichnamigen Sohn, dem Perkussionisten Jose Madera Jr. zu verwechseln, der ebenfalls bei Machito arbeitete. Sein Bruder ist der Geiger Oscar Madera (1905–1992), der u. a. mit Sidney Bechet spielte.